# Alexandromys limnophilus
Alexandromys limnophilus és una espècie de talpó que es troba a la Xina i Mongòlia.